# Pomień (gromada)
Pomień – dawna gromada, czyli najmniejsza jednostka podziału terytorialnego Polskiej Rzeczypospolitej Ludowej w latach 1954–1972.
Gromady, z gromadzkimi radami narodowymi (GRN) jako organami władzy najniższego stopnia na wsi, funkcjonowały od reformy reorganizującej administrację wiejską przeprowadzonej jesienią 1954 do momentu ich zniesienia z dniem 1 stycznia 1973, tym samym wypierając organizację gminną w latach 1954–1972.
Gromadę Pomień z siedzibą GRN w Pomieniu utworzono – jako jedną z 8759 gromad na obszarze Polski – w powiecie choszczeńskim w woj. szczecińskim na mocy uchwały nr V/42/54 WRN w Szczecinie z dnia 5 października 1954. W skład jednostki weszły obszary dotychczasowych gromad Chełpa, Pomień, Radlice, Stradzewo, Witoszyn i Żeliszewo ze zniesionej gminy Pomień, ponadto miejscowość Roztocze z miasta Choszczna oraz miejscowość Kościelniki z miasta Recza w tymże powiecie. Dla gromady ustalono 13 członków gromadzkiej rady narodowej.
Gromadę zniesiono 1 stycznia 1969, a jej obszar włączono do gromad: Choszczno (miejscowości Chełpa, Nieborza, Radlice, Roztocze, Sułowo i Witoszyn), Suliszewo (miejscowości Chełpina, Pamięcin i Żeliszewo), Recz (miejscowości Bartodzieje, Kościelniki, Kręgi, Pomianka i Pomień) i Sławęcin (miejscowości Rudnisko i Stradzewo) w tymże powiecie.